# Jim Gilchrist
James Walter Gilchrist Jr (North Providence, Estados Unidos, 13 de enero de 1949) es un activista político y nacionalista estadounidense, creador y líder del Proyecto Minuteman.

## Personal
Gilchrist tiene un título de Bachelor of Arts en periodismo de periódicos, un Bachelor of Science en negocios de administración, y un MBA en impuestos. Es un periodista retirado de California.
Gilchrist es un veterano del Cuerpo de Marines de Estados Unidos y fue condecorado con la medalla Corazón Púrpura por heridas sufridas durante su servicio en una unidad de infantería en Vietnam, 1967 - 1969. 
Actualmente reside en Aliso Viejo, California con su esposa Sandy.

## Pensamiento religioso y político
Gilchrist es un católico conservador quien dice que voto por Michael Peroutka para las elecciones presidenciales de 2004. Esta abiertamente contra el aborto, es libertario en temas de educación y salud, apoya la reducción de impuestos y apela a una mayor seguridad Médica y Social. Gilchrist está registrado como un Constitucionalista (del Partido Constitucional).

## Libros
- "Minutemen: The Battle to Secure America's Borders", por Jim Gilchrist, Jerome R. Corsi, y el congresista Tom Tancredo (25 de julio de 2006) - World Ahead Publishing ISBN 0-9778984-1-5